# Подсмрека (Доброва-Полхов Градець)
Подсмрека (словен. Podsmreka) — поселення в общині Доброва-Полхов Градець, Осреднєсловенський регіон, Словенія. 
Висота над рівнем моря: 323,2 м.